# Kang Young-mi
Kang Young-mi (Incheon, 1º marzo 1985) è una schermitrice sudcoreana, specializzata nella spada.

## Palmarès
- Giochi olimpici

Tokyo 2020: argento nella spada a squadre.
- Mondiali

Wuxi 2018: argento nella spada a squadre.
Il Cairo 2022: oro nella spada a squadre.
Milano 2023: bronzo nella spada a squadre.
- Campionati asiatici

Singapore 2015: oro nella spada a squadre.
Wuxi 2016: oro nella spada a squadre e bronzo nella spada individuale
Hong Kong 2017: oro nella spada individuale e argento nella spada a squadre.
Bangkok 2018: argento nella spada individuale.